# Śnieżnik-Hütte

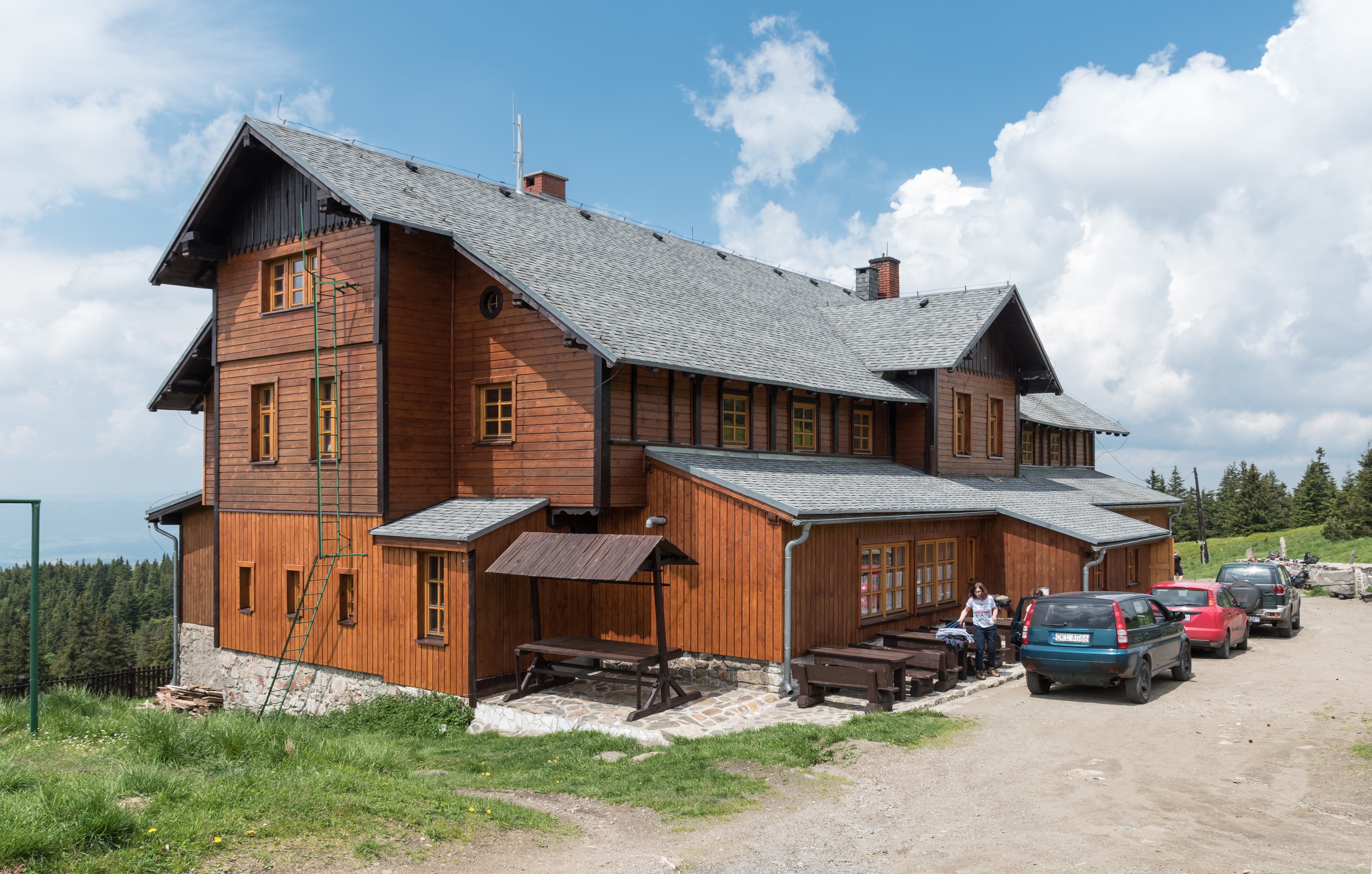
Im Sommer

Die Śnieżnik-Hütte (deutsch: Schweizerei am Glatzer Schneeberg; polnisch Schronisko PTTK „Na Śnieżniku“) liegt auf einer Höhe von 1218 m n.p.m. im Glatzer Schneegebirge auf dem Glatzer Schneeberg in Polen.

## Geschichte
1816 wurde erstmals erwähnt, dass 1809 durch Graf Anton Alexander von Magnis die erste Schneeberg-Schweizerei erbaut wurde. Senner war Michael Aegerter aus Oberwil/Simmental, Kanton Bern, der von seiner Tochter Helene unterstützt wurde. Diese alte Schweizerei wurde im Juli 1872 abgerissen.
Am 18. September 1871 wurde in Anwesenheit der Prinzessin Marianne von Oranien ein 1870 neu erbautes neues Schweizerhaus „in hübschem Berner Style“ neben der alten Schweizerei von 1809 eingeweiht.
1880 wurde im Gasthaus eine Wetterstation eingerichtet. Seit 1896 war Albrecht Prinz von Preußen Besitzer der Schweizerei. Am 1. Dezember 1926 wurde dort die höchstgelegene Postagentur Preußens (1.214 m Höhe) eröffnet.
In den 1930er-Jahren verfügte die Baude über 30 Betten. Der Besitzer (Pächter) der Schweizerei war derzeit Arthur Prasse. In der Schlesischen Illustrierten Zeitung vom 19. September 1931 und auf einer Postkarte von 1932 wird Arthur Prasse mit seiner Posthilfsstelle als höchster Postbeamter Preußens bezeichnet.
Der Eigentümer der Herrschaft Seitenberg war seit 1906 Friedrich Heinrich Prinz von Preußen, der am 13. November 1940 in Seitenberg starb.
Die Schweizerei von 1870/71 blieb unter wechselnden Pächtern bis heute weitgehend unverändert. Infolge von Krieg und Vertreibung ging die Schweizerei 1945/46 in polnischen Besitz über. Ein Pächter investierte ab 1983 viel Mühe in das über 100-jährige Gebäude. Seitdem wird die Schweizerei vom polnischen Touristikklub PTTK betreut.

## Zugänge
Die Hütte ist über mehrere markierte Wanderwege erreichbar. Die Wege dürfen nur für den Lieferverkehr mit dem Pkw befahren werden.

## Touren

### Gipfel
- Glatzer Schneeberg (1425 m)